# DeMarvin Leal
DeMarvin Leal (San Antonio, Texas, 1 de julio de 2000) un jugador profesional estadounidense de fútbol americano, se desempeña en la posición de defensive end en Pittsburgh Steelers, en la National Football League (NFL).

## Carrera
Fue seleccionado en la tercera ronda en la Reunión Anual de Selección de Jugadores de la NFL de 2022. Hizo su debut profesional con el equipo Pittsburgh Steelers, donde lleva jugando dos temporadas.